# خورس (اردوباد)
خورس (به لاتین: Xurs) یک منطقه مسکونی در جمهوری آذربایجان است که در شهرستان اردوباد واقع شده است. خورس ۱۵۶ نفر جمعیت دارد.